# Копин, Роман Валентинович
Роман Валентинович Копин (род. 5 марта 1974, Кострома, РСФСР, СССР) — российский политик. Губернатор Чукотского автономного округа с 13 июля 2008 по 15 марта 2023 года (временно исполняющий обязанности губернатора Чукотского автономного округа с 3 по 13 июля 2008 и с 23 июля по 24 сентября 2013 года). Член Высшего совета партии «Единая Россия» (до декабря 2021 года), был членом Политсовета Чукотского регионального отделения «Единой России».

## Биография

### Происхождение
Родился 5 марта 1974 года в Костроме. Окончил лицей № 34 города Костромы. В 1996 году окончил Волго-Вятскую академию государственной службы по специальности «Государственное и муниципальное управление».
В 1994 году стал заместителем директора Нижегородского областного центра молодёжных инициатив. 
В 1995–1998 годах работал инспектором юридического отдела, а затем руководителем группы исполнения постановлений по делам о нарушении таможенных правил Костромской таможни.
В 1998–1999 годах работал в костромском региональном филиале АКБ «СБС-агро». 

### Политическая деятельность
В 1999–2001 годах — советник губернатора Чукотского автономного округа по экономическим вопросам. 
В декабре 2001 года был избран главой Чаунского района, а в 2003 году — главой Билибинского района Чукотского АО.
В апреле 2008 года был назначен на должность заместителя губернатора Чукотского АО, возглавив департамент промышленной и сельскохозяйственной политики (промышленности, энергетики, транспорта, связи, ТЭК, строительства, архитектуры, ЖКХ, государственного технического надзора, сельского хозяйства, ветеринарии, торговли, продовольствия и рыболовства, охраны окружающей природной среды) Чукотского АО.
В 2008 году окончил Финансовую академию при Правительстве Российской Федерации по специальности «Финансы и кредит».

#### Губернатор Чукотского автономного округа
3 июля 2008 года, после досрочного прекращения полномочий губернатора Чукотки Романа Абрамовича, был назначен временно исполняющим обязанности губернатора Чукотского АО.
11 июля 2008 года президент России Дмитрий Медведев внёс на рассмотрение Думы Чукотского АО кандидатуру Копина для наделения его полномочиями губернатора региона, 13 июля депутаты окружного парламента единогласно утвердили внесённую президентом кандидатуру. 24 июля Роман Копин вступил в должность губернатора Чукотки.
С 1 декабря 2008 по 25 мая 2009 года и с 4 января по 28 июля 2012 года — член президиума Государственного совета Российской Федерации.
8 сентября 2013 года был избран губернатором Чукотского автономного округа, набрав 79,84 % голосов избирателей. 24 сентября принял присягу и официально вступил в должность. 
На выборах 2018 года был переизбран на второй срок, получив 57,83 % голосов избирателей.
15 марта 2023 года покинул пост по собственному желанию.

### Дальнейшая деятельность
После ухода с должности губернатора Чукотки стал заместителем генерального директора АО «Атомредметзолото» по взаимодействию с органами власти.

## Семья и личная жизнь
Женат, воспитывает сына Михаила и дочь Арину.

## Санкции
24 февраля 2023 года Госдепом США Копин включён в санкционный список лиц причастных к «осуществлению российских операций и агрессии в отношении Украины, а также к незаконному управлению оккупированными украинскими территориями в интересах РФ», в частности за «призыв граждан на войну в Украине».
1 апреля 2023 года внесён в санкционный список Украины как «глава государственного органа, осуществлявший поддержку/поощрение/публичное одобрение политики РФ, направленной на проведение военных действия и геноцид гражданского населения в Украине».

## Награды
- орден Почёта
- медаль «За вклад в укрепление обороны Российской Федерации» (Минобороны России, 2019)[21]